# ویسلر، بریتیش کلمبیا
ویسلر یا ویستلر (انگلیسی: Whistler و زبان اسکوامیش: Sḵwiḵw) شهری است در استان بریتیش کلمبیای کانادا که در محدوده جنوب اقیانوس آرام و سلسله کوه‌های شمال غربی آمریکای شمالی واقع شده‌است.

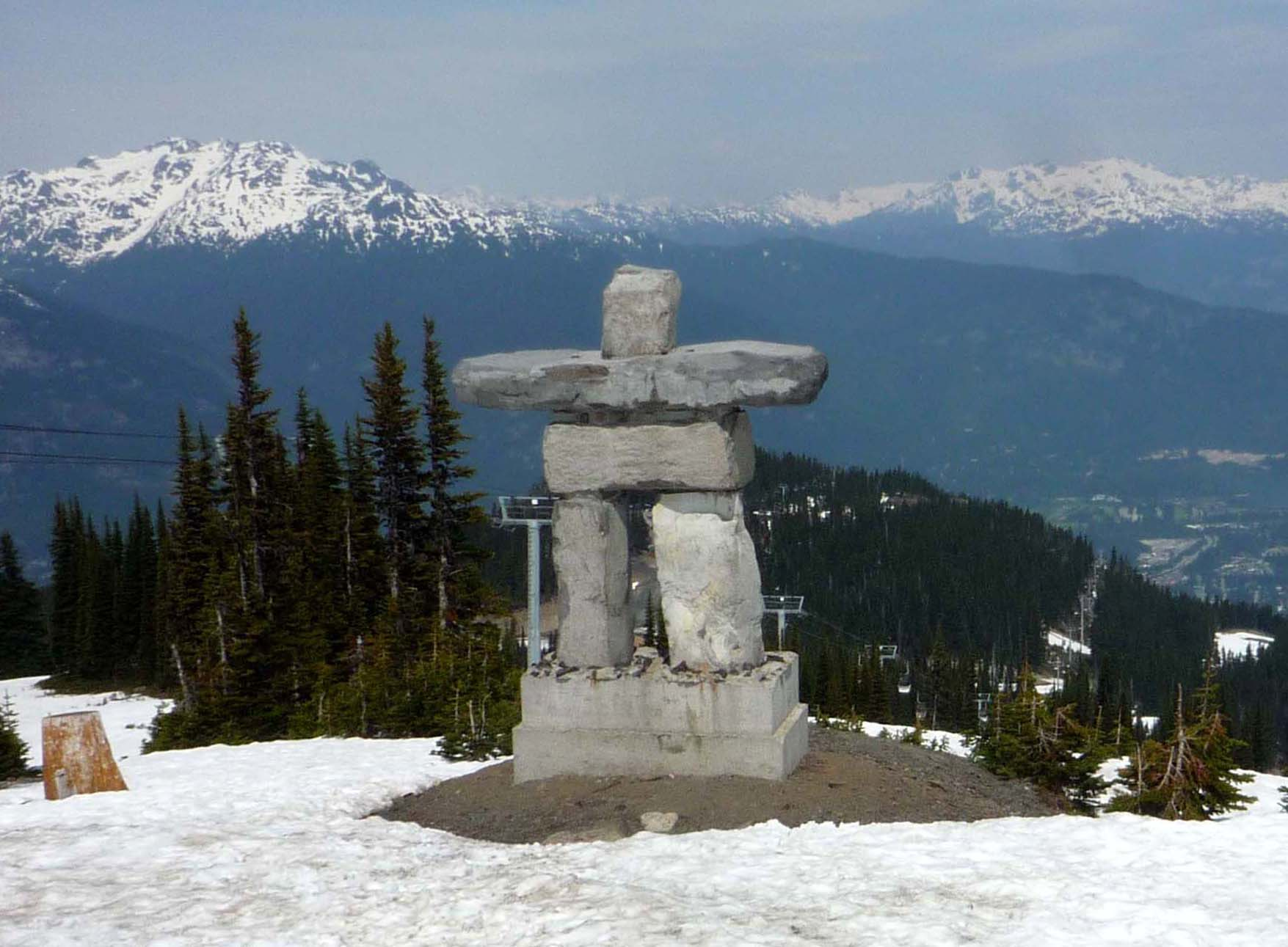
یک مجسمه از ایلیناک واقع در کوه ویسلر که لوگوی بازی‌های المپیک زمستانی ۲۰۱۰ از آن الهام گرفته شده.

این شهر توریستی در حدود ۱۲۵ کیلومتری (۷۸ مایلی) شمال ونکوور و ۳۶ کیلومتر (۲۲ مایل) جنوب شهر پمبرتون قرار دارد. این شهر مقصد رفت‌وآمد مکرر گردشکران به ویژه از شهرهای اطراف است.
جمعیت دائمی این شهر در سال ۲۰۲۱ حدود ۱۳٬۹۸۲ نفر بوده‌است. به علاوه تعداد زیادی از کارگران که اغلب جوانانی از خارج از بریتیش کلمبیا، به ویژه از استرالیا و اروپا، در این شهر به‌طور موقت ساکن هستند.
بیش از دو میلیون نفر سالانه از ویسلر بازدید می‌کنند در درجه اول برای اسکی آلپاین و اسنوبورد و در تابستان برای دوچرخه سواری در کوهستان در پیست اسکی بلک‌کم.
این شهر، به عنوان روستای عابران پیاده، چندین جایزه طراحی را برده‌است. از اواسط دهه ۱۹۹۰ شهر ویسلر از سوی اغلب مجلات اسکی دنیا، در میان مقصدهای برتر آمریکای شمالی، برنده جوایز متعدد شده‌است. در طول بازی‌های المپیک زمستانی ۲۰۱۰، ویسلر در کنار ونکوور میزبانی بسیاری از بازی‌ها را برعهده داشت.

## نگارخانه

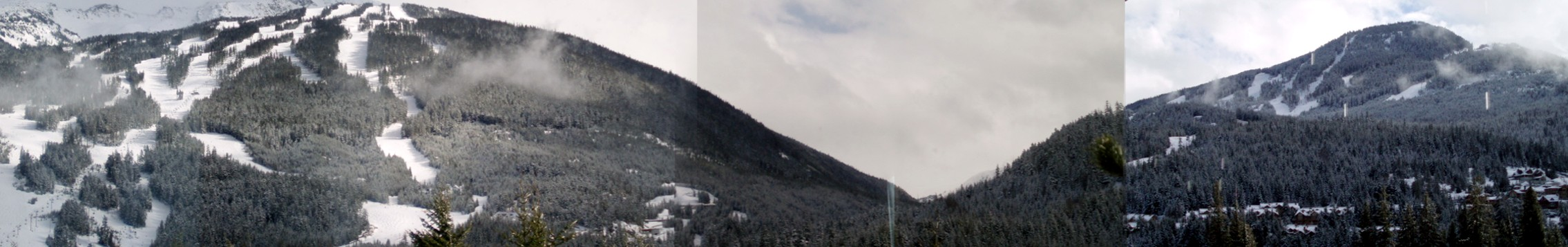
پانورامایی از بلک‌کم ویسلر و کوه‌های اطراف آن. گرفته شده در مارس ۲۰۰۷.
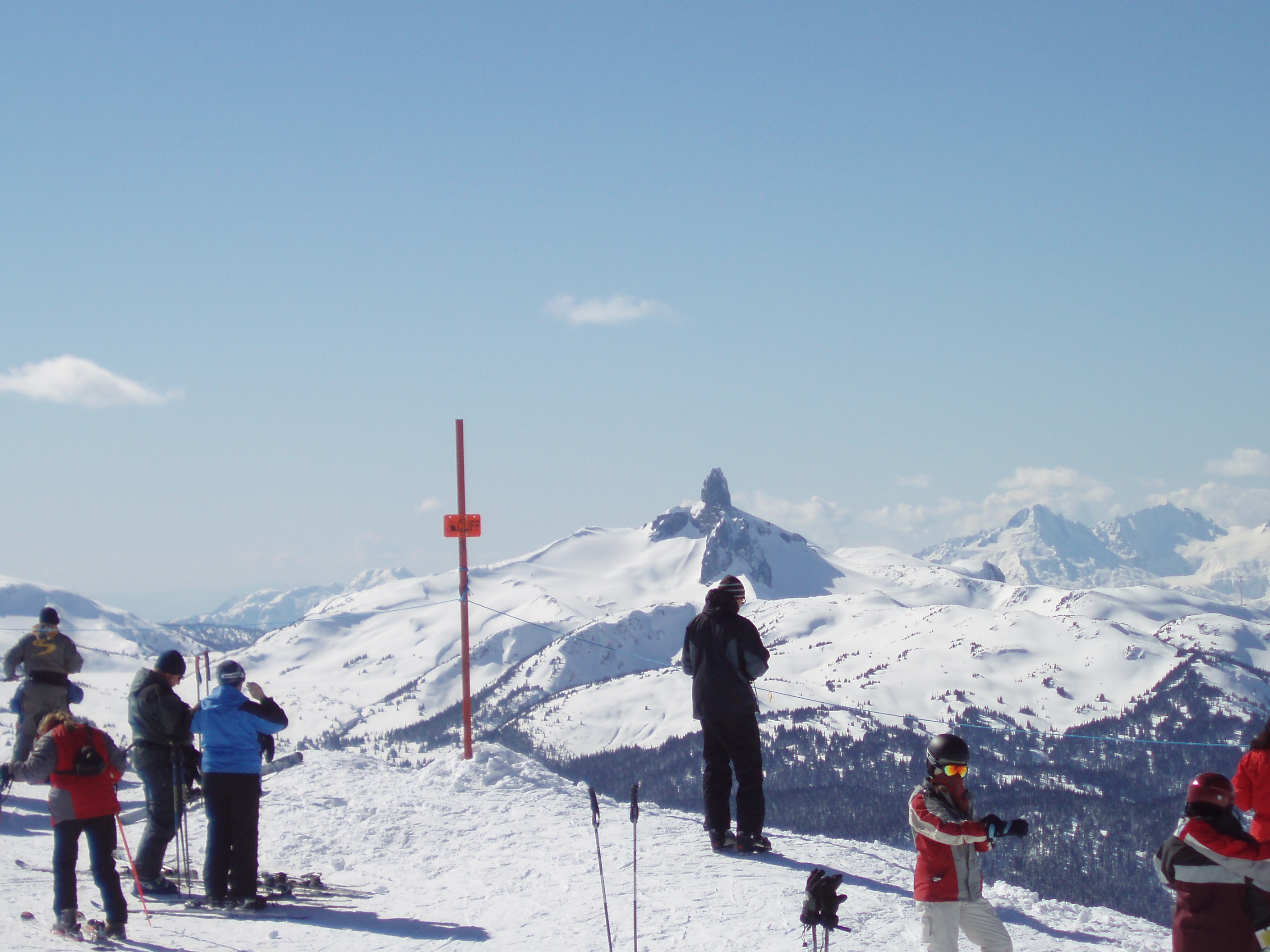
یک پیست اسکی در کوه ویسلر.
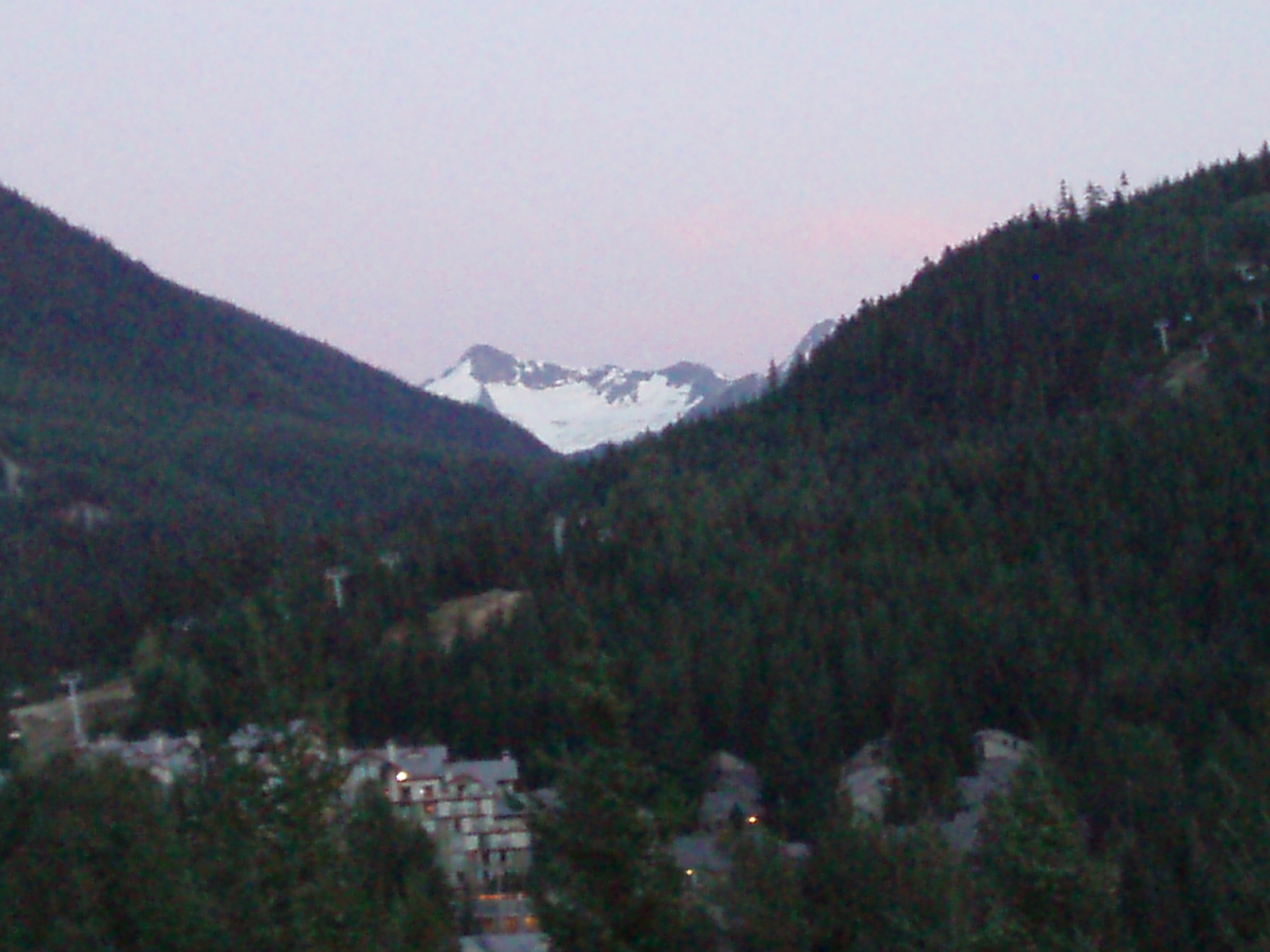
معبری بین ویسلر و بلک‌کم در ماه اوت.
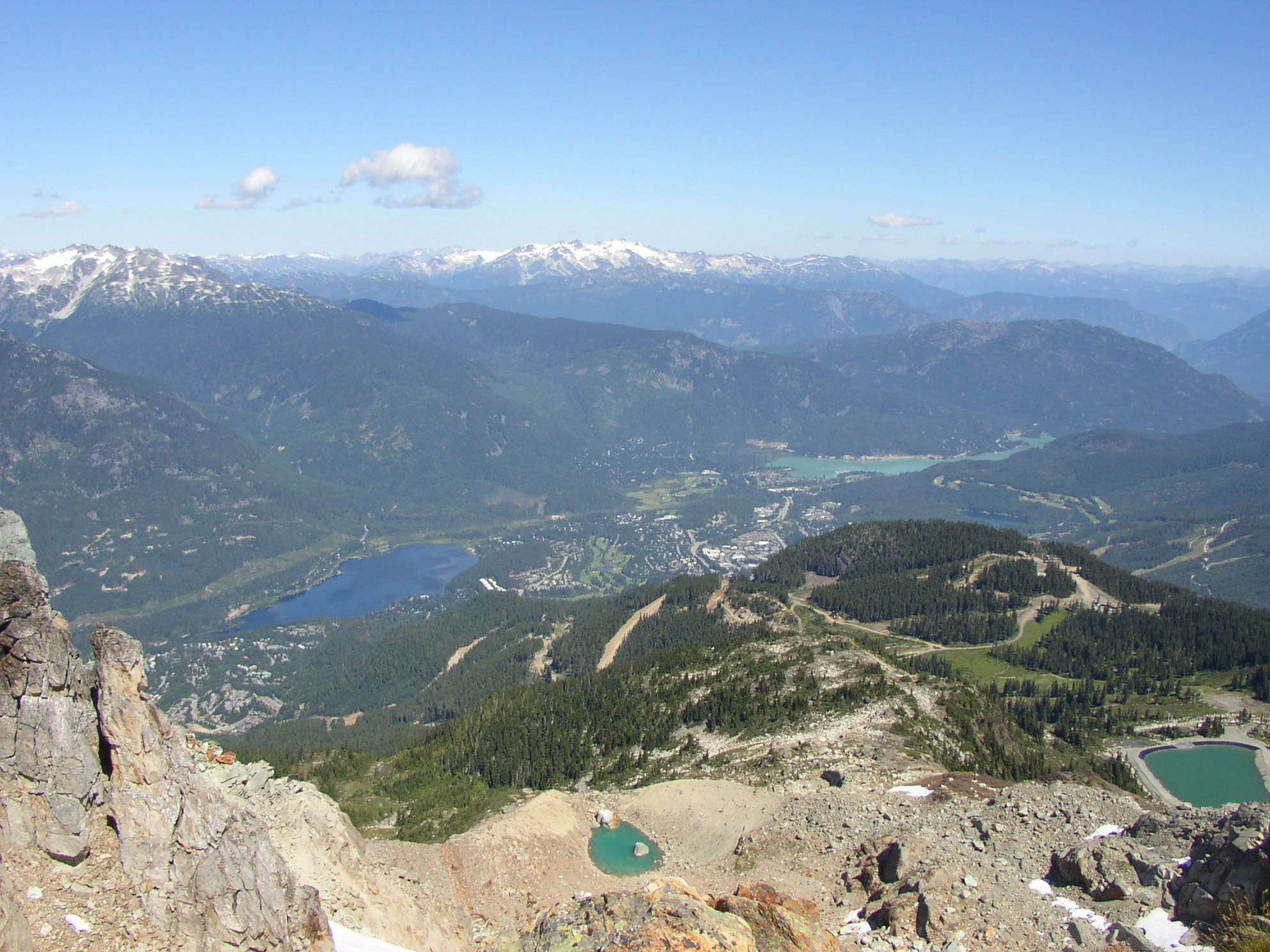
منظر ویسلر از کوه ویسلر.
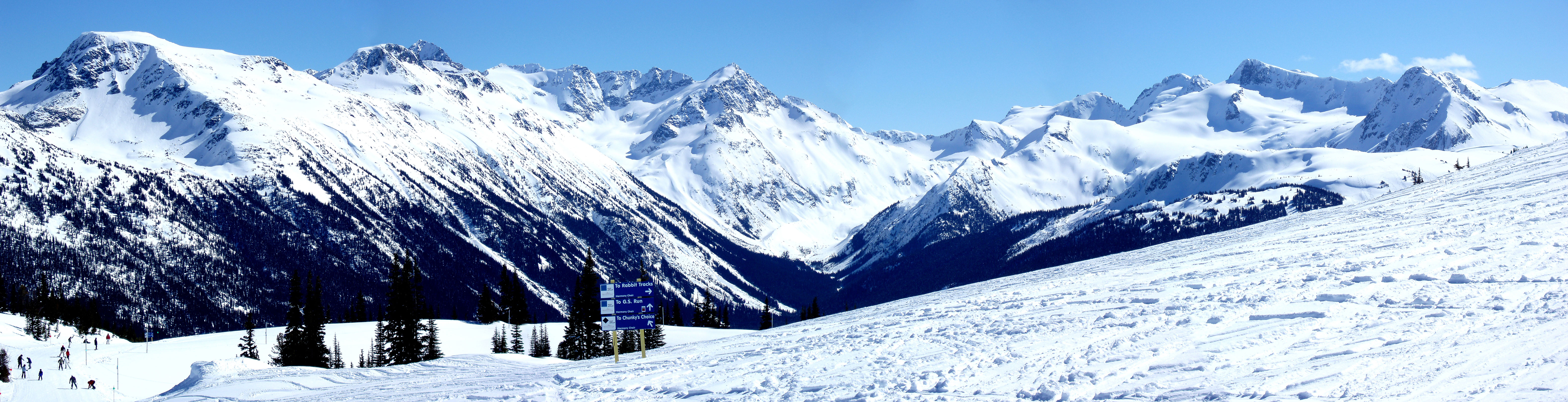
منظر از کوهستان ویسلر.
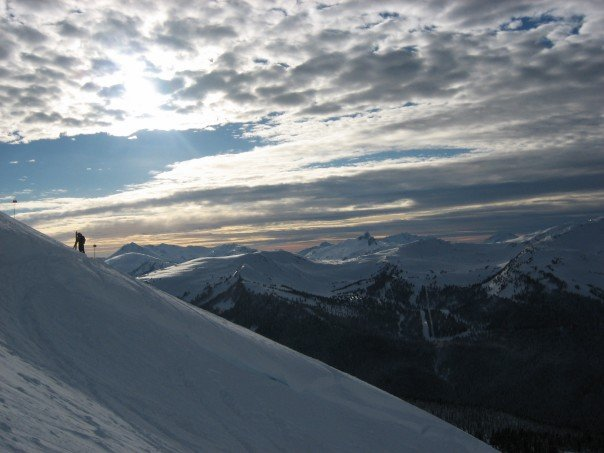
"پلکانی به بهشت" در منطقه مرزی در کوه بلک‌کم  در فصل زمستان.
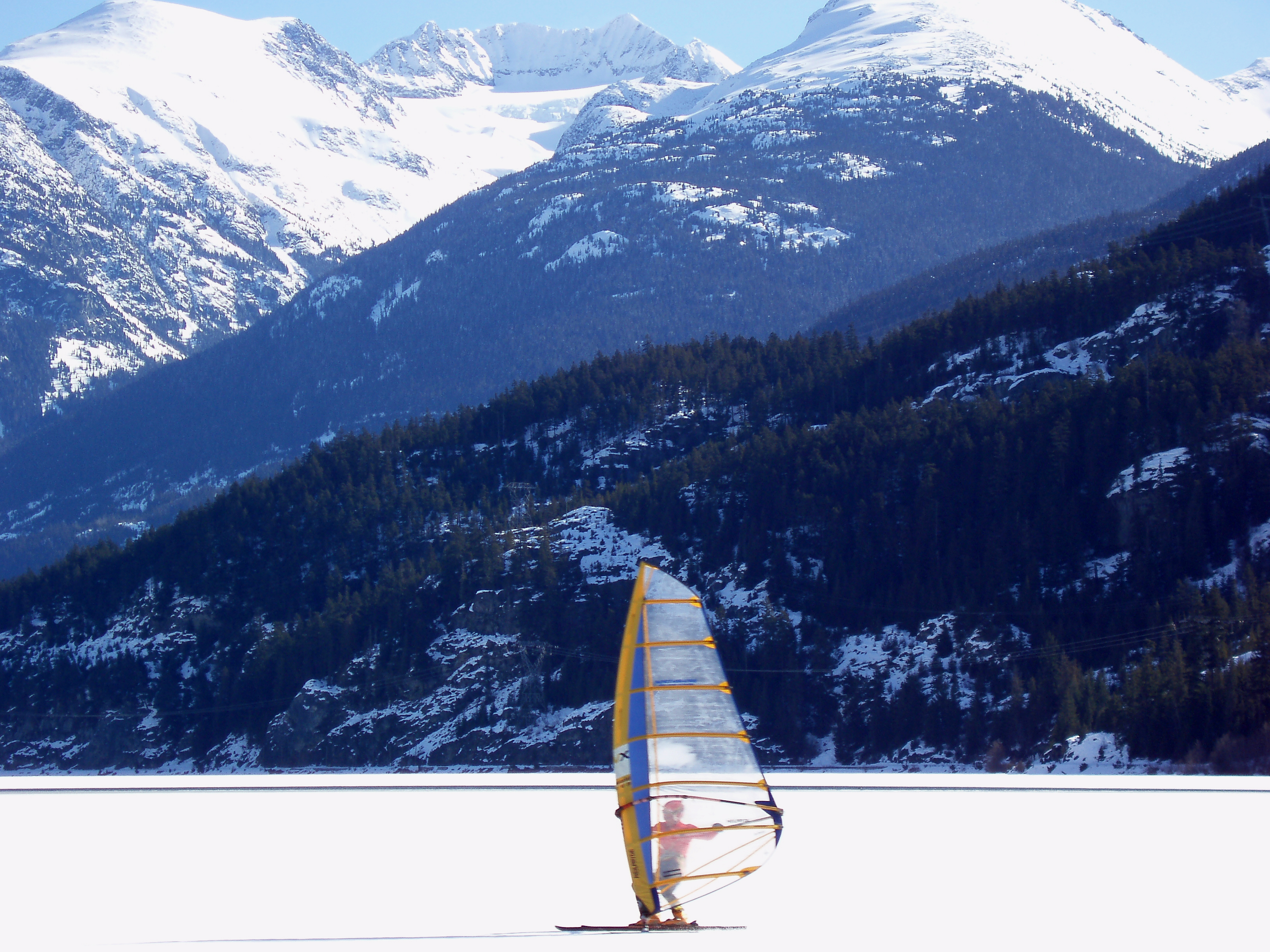
قایقرانی در یخ در ویسلر.
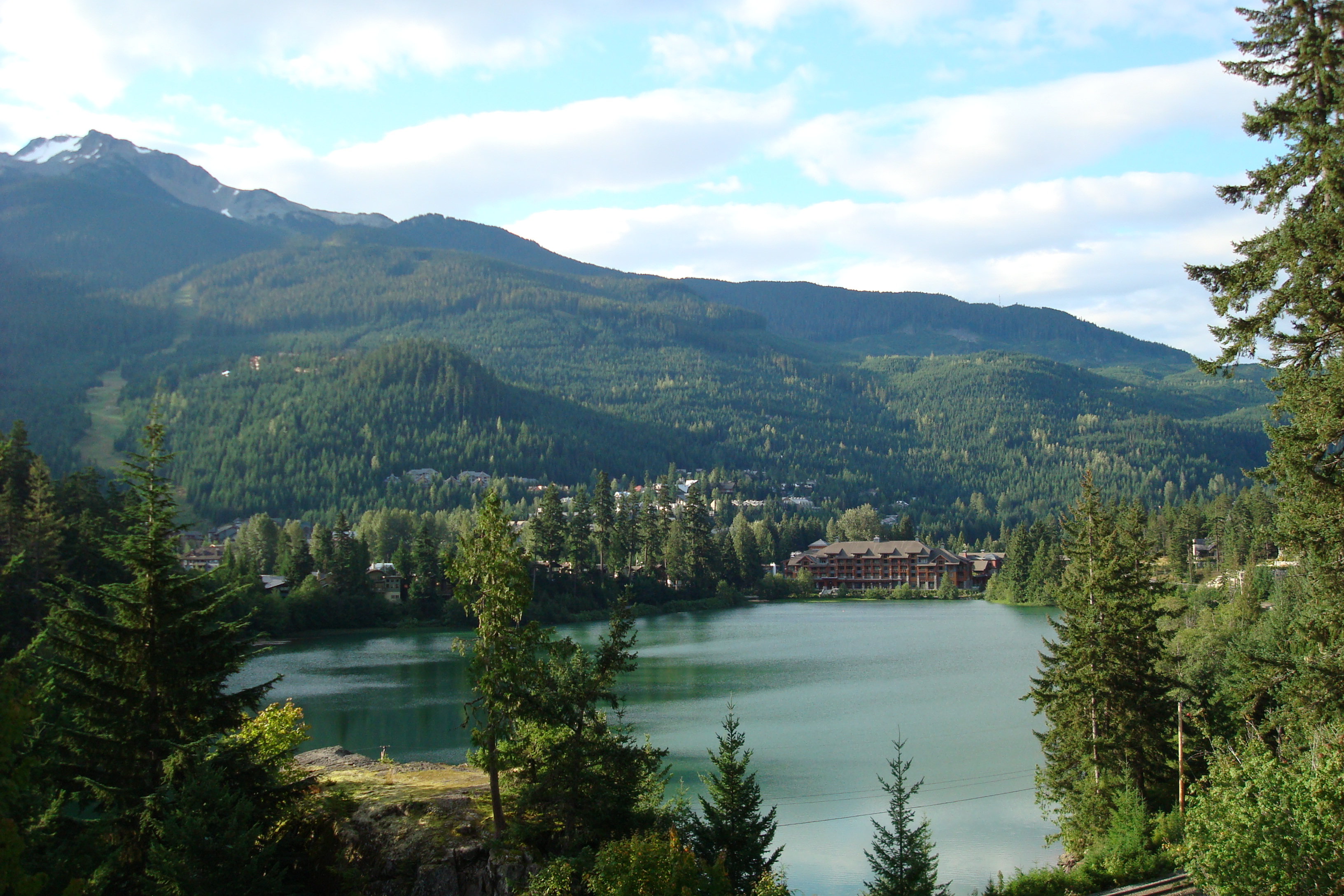
کوه ویسلر از دید دریاچه نیتا در تابستان.